# Igor Yarkov
Igor Yarkov (en ruso: Игорь Ярков; Moscú, 26 de octubre de 1960) es un deportista soviético que compitió en remo. Ganó una medalla de plata en el Campeonato Mundial de Remo de 1981, en la prueba de cuatro scull.

## Palmarés internacional
| Campeonato Mundial | Campeonato Mundial | Campeonato Mundial | Campeonato Mundial |
| Año                | Lugar              | Medalla            | Prueba             |
| ------------------ | ------------------ | ------------------ | ------------------ |
| 1981               | Múnich (RFA)       | Medalla de plata   | Cuatro scull       |